# 마나베정
마나베정(真鍋町)은 이바라키현 니하리군에 있던 정이다. 현재의 쓰치우라시 중부에 위치한다.

## 역사
- 1889년 4월 1일 - 정촌제 시행에 의해 3촌의 구역을 가지고 니하리군 마나베정이 성립하였다.
- 1940년 11월 3일 - 니하리군 쓰치우라정과 신설합병해 쓰치우라시가 성립하여, 동일 마나베정은 폐지되었다.

## 명소
- 소기엔 - 아타고산(마나베다이)의 평탄한 곳에 위치하여 쓰치우라 마나베 시가지와 가스가우라를 조망할 수 있었다. 현재의 아타고 신사.
- 우스이(경정) - 젠오지 절 절벽 아래에서 솟아나는 우물. 에도 시대에는 쓰치우라성의 식수로도 사용되었다. 현재의 테루이 우물.
- 기타유 성터 - 기타유 나카성. 노부타 노리마모리가 쌓은 성이다. 유구는 거의 멸실되었다. 현재 JR 쓰치우라 전철선 부근.

## 참고문헌
- 土浦市文化財愛護の会古写真調査研究部 編 編『むかしの写真土浦』土浦市教育委員会、1990年3月31日、208頁。全国書誌番号:91013150